# Myrmotherula ambigua
El hormiguerito gorgiamarillo (Myrmotherula ambigua), también denominado hormiguerito barbiamarillo (en Colombia), hormiguerito gargantiamarillo (en Venezuela) u hormiguerito de garganta amarilla, es una especie de ave paseriforme de la familia Thamnophilidae perteneciente al numeroso género Myrmotherula. Es endémico del noroeste de la región amazónica en América del Sur. 

## Distribución y hábitat
Se distribuye por una restringida zona al suroeste de Venezuela (sur del estado de Amazonas), extremo este de Colombia (Guainía, Vaupés) y noroeste de Brasil (región del alto río Negro hacia el este hasta el centro norte de Roraima y hacia el sur hasta el parque Nacional del Jaú).
Esta especie, poco común, habita en el dosel y sub-dosel de diversos ambientes forestales. Estos bosques tienen en común el hecho de que crecen en suelos de arena blanca. Siempre debajo de los 350 a 500 m de altitud, aunque ocasionalmente puede llegar hasta los 1100 m en selvas montanas de los tepuyes. También habita en caatingas amazónicas.

## Descripción
Es muy pequeña, de cola corta, mide 8,5 cm de longitud y pesa entre 7 y 8 g.  Es muy semejante al ampliamente diseminado hormiguerito pigmeo (Myrmotherula brachyura) con quien es simpátrico, o sea, convive en toda su zona de distribución. El macho es de color negro por arriba con estriado blanco, con auriculares blancos y mancha dorsal interescapular de color amarillo claro semioculta, las alas son negras con dos barras blancas, la rabadilla es grisácea. Por abajo es enteramente amarillo pálido, la garganta bordeada por una estrecha lista malar negra; unas pocas estrías negras en los flancos. La hembra es como el macho, pero con las estrías de la corona pardo amarillento teñidas de rufo.

## Comportamiento
Se asemeja al comportamiento del hormiguerito de Sclater (Myrmotherula sclateri). Generalmente forrajea en pareja, como tantos otros Myrmotherula arborícolas que prefieren enmarañados de enredaderas, pero se diferencia en que regularmente acompaña bandadas mixtas, en las que generalmente también participa el hormiguerito pigmeo.

### Alimentación
Su dieta no es muy conocida, consiste de varios tipos de pequeños insectos y probablemente de arañas y otros artrópodos.

### Vocalización
El canto también se asemeja al del hormiguerito de Sclater, una serie lenta de 10 a 15 notas “piiu”, bastante suaves y melancólicas.

## Sistemática

### Descripción original
La especie M. ambigua fue descrita por primera vez por el ornitólogo estadounidense John Todd Zimmer en 1932 bajo el mismo nombre científico; localidad tipo «Cerro Duida, 500 feet [c. 150 m], Amazonas, Venezuela.».

### Etimología
El nombre genérico femenino «Myrmotherula» es un diminutivo del género Myrmothera, del griego «murmos»: hormiga y «thēras»: cazador; significando «pequeño cazador de hormigas». y el nombre de la especie «ambigua», proviene del latín «ambiguus»: dudoso, incierto.

### Taxonomía
Forma una superespecie con Myrmotherula sclateri, ambas se reemplazan geográficamente, esta última al sur de los ríos Amazonas / Solimões mientras la presente especie solamente se da al norte. Los análisis genéticos y morfológicos indican que ambas forman parte del llamado «complejo de hormigueritos estríados», un grupo monofilético de especies que también incluye a M. brachyura, M. ignota, M. longicauda, M. surinamensis, M. multostriata, M. pacifica, M. cherriei y M. klagesi. Es monotípica, o sea, no posee subespecies.